# Мінерали синантетичні
Мінерали синантетичні (рос. минералы синантетические, англ. synantetic minerals; нім. synantetische Minerale n pl) — мінерали, що утворилися в останні стадії кристалізації на межі двох мінералів, які виникли раніше, внаслідок їх взаємодії та під впливом мінералізаторів. Термін маловживаний.